# Good Thing
«Good Thing» es una canción del rapero estadounidense Sage the Gemini con Nick Jonas como artista invitado. Fue lanzada el 18 de mayo de 2015, a través de Republic Records como el sencillo líder su segundo álbum de estudio Bachelor Party. La canción alcanzó el número 75 en el Billboard Hot 100.

## Antecedentes
Una versión temprana de la canción filtró el 4 de abril de 2015. Hablando de la colaboración, Jonas dijo que era un "gran paso siguiente para su carrera", esperando que la canción se convirtiera en un exitoso éxito de verano. La canción fue lanzada en versiones explícitas y limpias el 18 de mayo de 2015. La canción apareció en la reedición del álbum titulado Nick Jonas de 2014, ahora renombrado Nick Jonas X2.

## Recepción
Christina Lee, de Idolator, escribió que "la canción demuestra que Sage the Gemini puede escribir un gran éxito si quiere". Rapup.com llamó a la canción "seductora", agregando que las rimas de los raperos son sinceras. Mientras que Nick da un gancho conmovedor. Brendan V de DJbooth dijo que "a pesar de que el rapero es el protagonista de la colaboración, la canción es en su mayoría comandada por el hermano Jonas, ya que vas a escuchar mucho de su canturreo sobre los sintetizadores rugidos". Mia V. de Vibe elogió las voces fuertes de R&B de Nick mientras que el rapero lo cambió para arriba con un dieciséis suaves lisos. Madeline Roth, de MTV, calificó la canción como "la canción perfecta para el verano con un montón de rimas fascinantes y estribillo conmovedor".

## Vídeo musical
El vídeo musical de la canción fue rodado a principios de mayo de 2015 en Los Ángeles y recibió su estreno a través de Complex el 21 de mayo de 2015, añadiéndose a Vevo poco después. Dirigido por Hannah Lux Davis. El vídeo adopta un enfoque exótico, en el que Woods y Jonas están destacados en un exuberante telón de fondo tropical, rodeado de modelos.

## Posicionamiento en listas

### Semanales
| Estados Unidos | Billboard Hot 100 | 75 |
| Estados Unidos | Pop Songs         | 32 |
| Estados Unidos | Rhythmic Songs    | 10 |